# Mille anni che sto qui
Mille anni che sto qui è un libro della scrittrice lucana Mariolina Venezia. 
Il libro narra le vicende di una famiglia lucana di Grottole dall'Unità d'Italia fino alla caduta del muro di Berlino. Dal capostipite Don Francesco fino alla piccola Gioia sono raccontate le storie e i sentimenti di cinque generazioni nel corso di oltre un secolo.
Nel 2007 ha vinto il Premio Campiello.

## Opere derivate
- Nel 2016, a Matera e in diretta radiofonica, ha avuto luogo la rappresentazione dal titolo Mille anni: l'inizio, monologo teatrale che Mariolina Venezia ha tratto dal suo romanzo e che è stato interpretato da Egidia Bruno.[2]
- Il romanzo ha ispirato il singolo Mille anni che sto qui della band Corde Oblique, pubblicato in vinile nel 2017.

## Edizioni
- Mariolina Venezia, Mille anni che sto qui, collana “I coralli”, Einaudi, 2006, ISBN 9788806184742.
- Nel 2010 ne è uscita una versione audiolibro per l'editore Emons Audiolibri, con la voce di Anna Bonaiuto.